# نيهونغو
نيهونغو (全国農業協同組合連合会 Zenkoku Nōgyō Kyōdō Kumiai Rengōkai) ، هو اتحاد للتعاونيات الزراعية في اليابان . تأسست نيهونغو في عام 1972 مع انضمام إلى مجموعة زينهنرن (الاتحاد الوطني للتسويق للجمعيات التعاونية الزراعية) ومجموعة زينكورن (الاتحاد الوطني للمشتريات في الجمعيات التعاونية الزراعية). تتكون نيهونغو من 1173 جمعية تعاونية واتحادات زراعية حققت إيراداتها مجتمعة في عام 2004 ما مجموعه 53.8 مليار دولار أمريكي. تشارك نيهونغو في تسويق وتتبع وضمان جودة منتجات تعاونياتها. اعتبارًا من عام 2006 ، أعلنت نيهونغو أنها لن تشارك في البحث والتطوير في الأغذية المعدلة وراثياً .  نيهونغو هي واحدة من أكبر مستوردي الأعلاف الحيوانية والأسمدة الزراعية في العالم. يتم التعامل مع 70 ٪ من مبيعات الأسمدة الكيماوية في اليابان من قبلهم.  وتشارك أيضًا إلى حد كبير في إنتاج المعدات الزراعية ، وخاصة الجرارات.

## روابط خارجية
- in 農 ホ ー ム ペ ー ジ (باليابانية) ، الموقع الرسمي